# Maguette Ndiaye
Maguette Ndiaye (1 september 1986) is een Senegalees voetbalscheidsrechter. Hij is in dienst van FIFA en CAF sinds 2014. Ook leidt hij sinds 2011 wedstrijden in de Ligue 1.
Op 12 april 2014 leidde Ndiaye zijn eerste interland, toen Mauritanië met 1–0 won van Mauritius in een kwalificatiewedstrijd voor het AK 2015. Tijdens dit duel gaf de Senegalees vijf gele kaarten.
In mei 2022 werd hij gekozen als een van de scheidsrechters die actief zouden zijn op het WK 2022 in Qatar.

## Interlands
| Datum            | Plaats                   | Wedstrijd                | Uitslag    | Competitie           | Kreeg geel | Kreeg voor de tweede keer geel en dus rood | Weggestuurd |
| ---------------- | ------------------------ | ------------------------ | ---------- | -------------------- | ---------- | ------------------------------------------ | ----------- |
| 12 april 2014    | Nouakchott, Mauritanië   | Mauritanië – Mauritius   | 1 – 0      | AK 2015 kwalificatie | 5          | 0                                          | 0           |
| 12 oktober 2015  | Agadir, Marokko          | Marokko – Guinee         | 1 – 1      | Vriendschappelijk    | 2          | 0                                          | 0           |
| 11 juni 2017     | Kumasi, Ghana            | Ghana – Ethiopië         | 5 – 0      | AK 2019 kwalificatie | 1          | 0                                          | 0           |
| 20 januari 2018  | Agadir, Marokko          | Angola – Kameroen        | 1 – 0      | Vriendschappelijk    | 3          | 0                                          | 0           |
| 27 maart 2018    | Casablanca, Marokko      | Marokko – Oezbekistan    | 2 – 0      | Vriendschappelijk    | 3          | 0                                          | 0           |
| 8 september 2018 | Alexandrië, Egypte       | Egypte – Niger           | 6 – 0      | AK 2019 kwalificatie | 4          | 0                                          | 0           |
| 12 oktober 2018  | Bamako, Mali             | Mali – Burundi           | 0 – 0      | AK 2019 kwalificatie | 3          | 0                                          | 0           |
| 18 november 2018 | Monrovia, Liberia        | Liberia – Zimbabwe       | 1 – 0      | AK 2019 kwalificatie | 5          | 0                                          | 0           |
| 24 maart 2019    | Kinshasa, Congo-Kinshasa | Congo-Kinshasa – Liberia | 1 – 0      | AK 2019 kwalificatie | 2          | 0                                          | 0           |
| 30 juni 2019     | Caïro, Egypte            | Oeganda – Egypte         | 0 – 2      | AK 2019              | 2          | 0                                          | 0           |
| 19 november 2019 | Bujumbura, Burundi       | Burundi – Marokko        | 0 – 3      | AK 2021 kwalificatie | 3          | 0                                          | 0           |
| 12 november 2020 | Cape Coast, Ghana        | Ghana – Soedan           | 2 – 0      | AK 2021 kwalificatie | 3          | 0                                          | 0           |
| 26 maart 2021    | Praia, Kaapverdië        | Kaapverdië – Kameroen    | 3 – 1      | AK 2021 kwalificatie | 1          | 0                                          | 0           |
| 2 september 2021 | Rabat, Marokko           | Marokko – Soedan         | 2 – 0      | WK 2022 kwalificatie | 4          | 0                                          | 0           |
| 11 oktober 2021  | Franceville, Gabon       | Gabon – Angola           | 2 – 0      | WK 2022 kwalificatie | 2          | 0                                          | 0           |
| 14 november 2021 | Cape Coast, Ghana        | Ghana – Zuid-Afrika      | 1 – 0      | WK 2022 kwalificatie | 4          | 0                                          | 0           |
| 16 januari 2022  | Douala, Kameroen         | Ivoorkust – Sierra Leone | 2 – 2      | AK 2021              | 2          | 0                                          | 0           |
| 23 januari 2022  | Garoua, Kameroen         | Nigeria – Tunesië        | 0 – 1      | AK 2021              | 2          | 0                                          | 1           |
| 30 januari 2022  | Yaoundé, Kameroen        | Egypte – Marokko         | 2 – 1 n.v. | AK 2021              | 7          | 0                                          | 0           |
| 29 maart 2022    | Radès, Tunesië           | Tunesië – Mali           | 0 – 0      | WK 2022 kwalificatie | 4          | 0                                          | 0           |
| 24 maart 2023    | Marrakesh, Marokko       | Burkina Faso – Togo      | 1 – 0      | AK 2025 kwalificatie | 3          | 0                                          | 0           |

Laatst bijgewerkt op 27 november 2024.